# آنتونیو کارلوس (بازیکن فوتبال، زاده ۱۹۸۳)
آنتونیو کارلوس دوس سانتوس آگوئیار (به پرتغالی: Antônio Carlos dos Santos Aguiar) مدافع اهل برزیل است که در شهر ریودو ژانیرو و در تاریخ ۲۲ ژوئن ۱۹۸۳ به دنیا آمده‌است.
آنتونیو کارلوس دوس سانتوس آگوئیار در تیم‌های فوتبال Fluminense سابقهٔ حضور دارد.